# Teach For America
Teach For America (engl.: Unterrichten für Amerika) ist eine gemeinnützige Organisation in den USA, die das Ziel hat, eine nationale Bewegung zur Beseitigung von Bildungsungerechtigkeit aufzubauen. Dazu platziert sie hervorragende Universitätsabsolventen für zwei Jahre als Lehrer auf Zeit in Schulen einkommensschwacher Gegenden.
2010 wurden aus über 46.000 Bewerbern etwa 4.500 Programmteilnehmer ausgewählt. Unter anderem bewarben sich 17 Prozent aller Harvard-Absolventen für eine Teilnahme. Inzwischen haben unabhängige Studien den Erfolg des Konzepts dokumentiert.
Die Organisation wurde 1990 von Wendy Kopp gegründet, die von Time zu den 100 einflussreichsten Menschen der Welt gezählt wird.
2002 wurde in Großbritannien Teach First gegründet, eine Organisation, die ähnliche Ziele verfolgt. Mittlerweile gibt es mit Teach For All ein Netzwerk, das den Aufbau unabhängiger Organisationen in weiteren Ländern, zum Beispiel Teach First Deutschland und Teach For Austria unterstützt.